# 罗什福尔站
罗什福尔站是法国的一个铁路车站，位于法国西部城市罗什福尔。

## 位置
罗什福尔站位于罗什福尔市区的北部，南特－圣特铁路208.24公里处，距离拉罗谢尔大约29公里。车站大致呈东西走向，开口朝南，面对罗什福尔市区。

## 历史
罗什福尔站最初建于1857年，由当时的巴黎-奥尔良铁路公司修建。1913年，由建筑师皮埃尔·埃斯基耶设计的新的罗什福尔站主站房建成并投入使用，现已列入法国国家文物保护单位。

## 现状
罗什福尔站现为罗什福尔市镇范围内唯一的使用中的铁路客运车站。由于途径罗什福尔的南特－圣特铁路大部分路段都没有电气化，因此无法开行高铁列车。由罗什福尔前往巴黎需要在拉罗谢尔联程中转，或乘坐滨海夏朗特省城际客运6号线前往苏热尔站再换乘前往巴黎的高铁列车。

## 设施
罗什福尔站设有人工售票窗口，其开放时间如下：
- 周一：6:15~18:10
- 周二至周六：8:25~18:10
- 周日及节假日：10:10~18:10

此外，罗什福尔站站内还设有自动售票机等设施。

## 停靠线路
以下列车线路在罗什福尔站停靠：
| 罗什福尔站列车线路表    |            |              |                      |              |
| 线路                    | 车种       | 上一站       | 下一站               | 大致运行频率 |
| 南特—波尔多             | INTERCITÉS | 拉罗谢尔     | 圣特                 | 每天3趟      |
| 拉罗谢尔—波尔多         | INTERCITÉS | 沙特莱永海滩 | 圣特                 | 每天1趟      |
| 拉罗谢尔—波尔多         | TER        | 沙特莱永海滩 | 夏朗特河畔圣萨维尼昂 | 每天3趟左右  |
| 拉罗谢尔—圣特/昂古莱姆  | TER        | 沙特莱永海滩 | 通奈夏朗特           | 每天4趟左右  |
| 拉罗谢尔海豚门—罗什福尔 | TER        | 圣洛朗-富拉  | 通奈夏朗特           | 每天10趟左右 |
| 1. 2.                   |            |              |                      |              |

## 配套交通

### 长途客车
| 停靠罗什福尔站的大巴车 |                      | |
| 上下车地点             | 运营单位             | 主要线路及目的地 |
| 4 Rue Maurice Mallet   | Flixbus              | - 701线（每周3~5趟）：Toulouse、Bordeaux、Nantes |
| Avenue de Beligon      | Isilines             | - FN011线（每天1趟）：Toulouse、Bordeaux、Nantes、Rennes |
| 罗什福尔站门口         | 滨海夏朗特省城际客运 | - 1号线：Le Gua、Royan - 6号线：Surgères、Saint-Germain-de-Marencennes、Muron、Saint-Aignan、Marennes、Saint-Pierre-d'Oléron - 6号快线：Surgères、Saint-Germain-de-Marencennes、Marennes、Saint-Pierre-d'Oléron - 7号线：Tonnay-Charente、Lussant、Tonnay-Boutonne、Les Nouillers、Saint-Jean-d'Angély - 9号线：Aytré、La Rochelle - 10号线：Tonnay-Charente、Beurlay、Saint-Porchaire、Saint-Georges-des-Côteaux、Saintes - 16号线：La Rochelle、Aytré、Royan - 23号线：La Rochelle、Aytré、Saint-Pierre-d'Oléron、Saint-Denis-d'Oléron |
| 罗什福尔站门口         | SNCF Car TER         | （当某条铁路线施工或罢工时，SNCF可能会提供途径该线路沿途站点的大巴车） |
| 1. 2. 3. 4. 5. 6.      |                      | |

### 市内交通
| 罗什福尔站附近的市内公共交通线路 |                | |
| 公交车站名称                     | 位置           | 停靠线路 |
| ROCHEFORT-Gare SNCF              | 罗什福尔站门口 | - 周一至六开行： - A线：ROCHEFORT-Villeneuve de Montigny ↔ TONNAY-CHARENTE-Les Fontenelles - B线：BREUIL-MAGNÉ-La Croix ↔ ROCHEFORT-Parc des Fourriers - C线：ROCHEFORT-Place Georges Brassens ↔ SAINT-AIGNAN-Les Corderies - D线：ROCHEFORT-Gare SNCF ↔ ROCHEFORT-Roy Bry - E线：ROCHEFORT-Mérieux/Grimaux ↔ SAINT-COUTANT-LE-GRAND / SAINT-HIPPOLYTE - F线：ROCHEFORT-Mérieux/Grimaux ↔ PORT-DES-BARQUES-Font Renaud - G线：ROCHEFORT-Roy Bry ↔ FOURAS-La Fumée - Navette（摆渡车）：ROCHEFORT-Gare SNCF ↔ ROCHEFORT-Parc des Fourriers - 周日及节假日开行： - H线：ROCHEFORT-Parc des Fourriers ↔ FOURAS-La Fumée |
| 1. 2.                            |                | |

### 社会车辆
罗什福尔站门口设有社会车辆停车场。

## 临近车站
| 罗什福尔站（Gare de Rochefort） |                |              |
| 上行车站                        | 线路           | 下行车站     |
| 圣洛朗-富拉站                   | 南特－圣特铁路 | 通奈夏朗特站 |
| - 本表仅显示运营中的线路及车站  |                |              |